# Deilephila kuruschicola
Deilephila kuruschicola är en fjärilsart som beskrevs av Bang-haas 1938. Deilephila kuruschicola ingår i släktet Deilephila och familjen svärmare. Inga underarter finns listade i Catalogue of Life.